# 춘곡사
춘곡사는 대한민국 충청남도 논산시 벌곡면에 있는 문화재이다. 2006년 7월 13일 논산시의 향토문화유산 제35호로 지정되었다.

## 개요
춘곡사는 1813년도에 벌곡면 한삼천리에 세워진 재실로 태종의 아들인 혜령군(惠寧君)과 배위인 낙안군부인 무송윤씨(樂安郡夫人 茂松尹氏)의 절의를 추모하고 위패를 봉안하여 제를 올리는 사당이다.